# グリーナム・コモン空軍基地
グリーナム・コモン空軍基地またはグリーンハム・コモン空軍基地（英語: Royal Air Force Greenham Common）は、1940年から1991年まで運用されていたイギリス空軍の軍事基地である。
1980年代、巡航ミサイル96基の配備が計画されたが、グリーナムコモン女性平和キャンプなどの反対運動がおこり断念された。